# Tetrastichus heeringi
Tetrastichus heeringi är en stekelart som beskrevs av Vittorio Luigi Delucchi 1954. Tetrastichus heeringi ingår i släktet Tetrastichus och familjen finglanssteklar.
Artens utbredningsområde är:
- Österrike.
- Bulgarien.
- Frankrike.
- Tyskland.
- Ungern.
- Italien.
- Saudiarabien.
- Sverige.
- Moldavien.
- Ukraina.

Enligt den finländska rödlistan är arten nära hotad i Finland. Arten är reproducerande i Sverige. Artens livsmiljö är naturmoskogar. Inga underarter finns listade i Catalogue of Life.